# Casimiroa
Casimiroa é um género botânico pertencente à família Rutaceae.

## Espécies
- C. edulis  Llav. et Lex.
- C. sapota
- C. tetrameria Millsp. (? = C. edulis)